# Arnis Mednis
Arnis Mednis, född 18 oktober 1961, är en lettisk sångare och låtskrivare. 
Sedan 1980-talet har Mednis varit sångare och frontfigur i rockgruppen Odis. De släppte debutalbumet Sātana Radītā (1990) och har sedan dess släppt ytterligare sex studioalbum.
Mednis deltog i Lettlands första uttagning till Eurovision Song Contest 2000. Han framförde bidraget Everyday in circle och kom på 5:e plats. Han deltog igen året efter och vann med det egenkomponerade bidraget Too Much. I Eurovision Song Contest samma år kom han på 18:e plats med 16 poäng. Han har även skrivit låtar åt andra deltagare i den lettiska uttagningen, bl.a. till gruppen 4.elements som deltog med bidraget Long way to run 2003.

## Diskografi (med Odis)
- Sātana Radītā (1990)
- Shadow and Rain (1994)
- Amber Blues (1996)
- Shake Before Use (1996)
- Ambervoice (1998)
- Cooler (1999)
- Spaceman (2001)